# Carolina Panthers
Carolina Panthers – zawodowy zespół futbolu amerykańskiego z siedzibą w miejscowości Charlotte, w stanie Karolina Północna. Drużyna jest obecnie członkiem Dywizji Południowej NFC w lidze NFL. Zespół przystąpił do rozgrywek w lidze NFL w 1995 roku i jego największym osiągnięciem jest zdobycie wicemistrzostwa ligi w roku 2003 (w Super Bowl XXXVIII) i w 2016 (w Super Bowl 50).
Zawodnicy polskiego pochodzenia w Panthers: Lee Ziemba (2011-2012), Gino Gradkowski (2016-).